# خوسيه منديز (مجدف)
خوسيه منديز (بالإسبانية: José Méndez)‏ هو مجدف إسباني، ولد في 9 مايو 1937 في بونتيفيدرا في إسبانيا.

## وصلات خارجية
- خوسيه منديز على موقع الاتحاد الدولي للتجديف (الإنجليزية)
- خوسيه منديز على موقع أوليمبيديا (الإنجليزية)